# کیت شوپن
کیت شوپن (انگلیسی: Kate Chopin; ‎/ˈʃoʊpæn/‎ همچنین US: ‎/ʃoʊˈpæn, ˈʃoʊpən/‎;؛ ۸ فوریهٔ ۱۸۵۰ – ۲۲ اوت ۱۹۰۴) رمان‌نویس، نویسنده داستان کوتاه اهل ایالات متحده آمریکا بود.

## زندگی‌نامه
با نام اصلی کاترین اُفلاهرتی انگلیسی: Katherine O'Flaherty در ۸ فوریه ۱۸۵۱ در سنت لوئیس، میزوری به دنیا آمد. پدرش از تجار موفق ایرلندی‌تبار بود که به ایالات متحده آمریکا مهاجرت کرده بودند. مادرش فرانسوی‌تبار بود و با گروه‌های فرانسوی ساکن ایالات متحده آمریکا ارتباط نزدیکی داشت. پدر کیت زمانی که او تنها پنج ساله بود در سانحه ریزش پل کشته شد. این اتفاق او را هرچه بیشتر به خانواده مادری و آداب و رسوم فرانسوی‌ها نزدیک کرد. او به آثار بزرگانی همچون سر والتر اسکات و چارلز دیکنز علاقه فراوانی داشت. در دوران جوانی به تحقیق و بحث در زمینه میزان اختیارِ کلیسای کاتولیکِ رم دربارهٔ جنسیت افراد پرداخت. او معتقد بود حق زنان نادیده گرفته می‌شود. (او بعدها هم به تشکل‌های حمایتی از حقوق زنان پیوست)
در سال ۱۸۷۰ با اسکار شوپن ازدواج کرد. این زوج صاحب ۶ فرزند (یک دختر و پنج پسر) شدند. در یک دوره زمانی کوتاه ۱۸۷۹ تا ۱۸۸۴ شوهر و مادر کیت فوت کردند که این مسئله باعث به وجود آمدن افسردگی شدید و ناراحتی روحی در او شد تا آن‌جا که به توصیه پزشک برای بهبودی و آرامش به نوشتن روی آورد.
حاصل کارهای ادبی او چندین مقاله و داستان کوتاه و دو رمان است. مشهورترین اثر شوپن رمانِ «بیداری» است که به شرح نیازهای طبیعی و ذاتی یک زن می‌پردازد و تا مدت‌ها اجازه چاپ پیدا نکرد. پس از انتشار نیز منتقدان به شدت به آن تاختند و همین باعث شد تا کیت از صحنه ادبیات آن زمان محو شود، به طوری که آثار بعدی او نیز یکسره مجوز نشر نگرفت. شوپن در سال ۱۹۰۴ در حالی که مشغول بازدید از نمایشگاه سنت لوئیز بود بیهوش شد و دو روز بعد جان سپرد.

## ترجمه رمان «بیداری» آثار به فارسی
رمان «بیداری» نوشته کیت شوپن، با ترجمه ماهان سیارمنش توسط انتشارات دوات معاصر منتشر شد. این رمان برای نخستین بار در سال ۱۸۹۹ منتشر و جنجال‌برانگیز شد. ماجرای رمان حاضر در «نیو اورلئانز» و ساحل لوئیزیانا و اواخر قرن ۱۹ اتفاق می‌افتد؛ پیرنگ داستان حول «اِدنا پونتلیر» و کشاکش او میان نظرات غیر معمولش دربارهٔ زنانگی و مادرانگی با نگرش‌های غالب جنوب آمریکا در اوایل قرن ۲۰ است. «بیداری» یکی از نخستین رمان‌های آمریکایی است که بدون تمکین، تمرکزش را روی مسائل زنان قرار داده است. همچنین این اثر به عنوان نقطه تحول فمینیسم شناخته شده و واکنشی را میان دو سویه خوانندگان و منتقدان معاصرش برانگیخته است. ترکیب سه چیز، رمان «بیداری» را پیشروی ادبیات مدرن آمریکا کرده است: داستانی واقع‌گرا، تفسیر اجتماعی برنده و پیچیدگی روانشناسانه. دیگر اینکه این رمان خبر از وجود رمان‌نویسان بزرگی چون ویلیام فاکنر و ارنست همینگوی می‌دهد و عقاید و دیدگاه‌های نویسندگان معاصرش چون ادیث وارتون و هنری جیمز را تکرار می‌کند. همچنین یکی از نخستین کارهای سنتی جنوب آمریکا است که در ادامه با شاهکارهای مدرن نویسندگانی چون ویلیام فاکنر، فلانری اوکانر، یودورا ولتی، کاترین آن پورتر و تنسی ویلیامز به حد اعلی می‌رسد.
اخیراً در کنار رمان بیداری، داستان کوتاه "مرد نابینا" در مجموعه داستانک "تا نشستیم تمام شد" توسط علی بیات نیز به فارسی برگردان شده است. داستان درباره فردی است نابینا که برای امرار معاش تلاش می کند. داستانی که در آن تخطی از رسوم داستان نویسی را شاهد هستیم؛ یعنی قضاوت شخصیت اصلی داستان به دست نویسنده.